# Zlatorog Arena
Zlatorog Arena er en multiarena i Celje, Slovenien med plads til 5.200 tilskuere ved sportsgrene som håndbold. Den er ligeledes hjemmebane for topholdet RK Celje. Arenaen blev derudover også benyttet ved EM i kvindehåndbold 2022.